# Al-Kanz
Al-Kanz (arabe : الكنز, litt. « le trésor ») est un blog créé en 2006, tourné vers la défense des consommateurs de la communauté musulmane francophone, notamment en lien avec le halal. Il comporte aussi une section destinée aux entrepreneurs musulmans. Le blog a été créé par Fateh Kimouche, qui l'anime seul, et est édité par la société Hidaya Group.

## Contenu
La ligne éditoriale vise à la fois les consommateurs musulmans et l'entrepreneuriat musulman, et tourne autour de trois critères : éthique en matière de consommation, esprit d'entreprise, information. Le blog fait part régulièrement des affaires concernant la fraude dans le domaine du marche du halal. Il est régulièrement interviewé ou cité par la presse et les télévisions nationales,,. La gestion du contenu du blog est réalisée par WordPress.

## Histoire
Le site a été lancé en 2006 sous la forme d'un blog, devenu professionnel 6 mois après son lancement. Le créateur et unique animateur de ce blog, Fateh Kimouche, a créé en 2008 la société Hidaya Group sous forme d'EURL (SARL unipersonnelle) afin d'éditer le blog et de développer ses activités. Entre autres, l'auteur du blog envisage d'ouvrir une boutique en ligne halal liée à son blog.

## Analyse
Pour la journaliste Margaux Leridon de Rue89, Al-kanz est un des sites essentiels de la « muslimsphère » française. Le site est significatif d'une génération concernée par la question du halal. Selon la journaliste Eugénie Bastié du Figaro le site est « néosalafiste », proche du Collectif contre l'islamophobie en France (CCIF) et de Barakacity.
Pour Haoues Seniguer, maître de conférences en sciences politiques et chercheur associé à l'Observatoire des radicalismes et des conflits religieux en Afrique, Al-Kanz fait partie de la sphère Internet « islamiste et néo-salafiste ».

## Fréquentation
L'auteur du blog revendique dix mille visites par jour en 2010, ce qui lui permet d'assurer un salaire par le biais des annonceurs. En 2012, la fréquentation peut atteindre 1,5 million de visiteurs uniques par mois pendant le mois de Ramadan. La société Hidaya Group aurait réalisée un chiffre d'affaires de 40 000 euros en 2009. Selon Alexa Internet, en 2011, l'essentiel des connexions se fait depuis la France (pour 86,1 %), avec une petite part provenant des pays du Maghreb pour 8,4 % (Tunisie 4,5 %, Algérie 2,2 %, Maroc 1,2 %).
Fateh Kimouche est également actif sur Twitter, avec 247 000 tweets et 39 000 abonnés en 2016.